# Epidonta inconspicua
Epidonta inconspicua är en fjärilsart som beskrevs av M.Gaede 1928. Epidonta inconspicua ingår i släktet Epidonta och familjen tandspinnare. Inga underarter finns listade i Catalogue of Life.